# Anomalomyrma taylori
Anomalomyrma taylori is een mierensoort uit de onderfamilie van de Leptanillinae. De wetenschappelijke naam van de soort is voor het eerst geldig gepubliceerd in 1990 door Bolton.